# Звала
Звала (словац. Zvala) — колишнє село в Словаччині, на території теперішнього Снинського округу Пряшівського краю зникле у 1986 році в результаті будови водосховища Старина у 1981-1988 роках. 
Село було розташоване на північ від теперішнього водосховища в Буківських горах, в Руській улоговині (словац. Ruská kotlina) в долині річки Стружниця біля кордону з Польщею. Рештки колишнього села знаходяться на території Національного парку Полонини. Кадастр села адмвністративно належить до кадастра села Стащин.
Із села залишився сільський цвинтар та одна хата, яка належить мисливському кооперативу. 
В селі була мурована церква святих Петра і Павла з 1795 року, на місці якої стоїть каплиця.

## Історія
Уперше згадується у 1543 році.